# Статуя на свети Николай (Созопол)
Статуята на Свети Николай край Созопол е монумент, изграден през 2016 г., посветен на светеца Николай Чудотворец – покровител на моряците и рибарите.

## Местоположение
Поставен е на ръба на скалите във ваканционно селище „Созополис“ на полуостров Буджака, нос Колокита, в близост до Созопол.

## История
Монументът е дарение от проф. Николай Михайлов и фондация „Трейс за хората“.
При своето откриване е осветена от сливенският митрополит Иоаникий, търновския митрополит Григорий и българския митрополит на Западна и Средна Европа дядо Антоний.

## Изграждане
Монументът е изработен за 9 месеца.
Автор на статуята, излята в леярната на Пламен Марков, е Любомир Лазаров. В молитвения кът е експонирана икона-мозайка „Покров Богородичен“, изработена от Маргарита Маркова. Тропарът на св. Николай и Ктиторския надпис са дарение от Николай Шамаранов. Цялостното оформление на монумента е на арх. Николай Николов.

## Описание
Бронзовата статуя, с височина близо 3 метра, тежи 600 кг. Украсена е със златен варак. Под нея се намира молитвен кът, в чийто ктиторски надпис дарителите са написали: „Надяваме се, че нашата скромна инициатива ще бъде вдъхновение и насърчение във вярата и родолюбието на мнозина“.